# Arenal de Oleshky
El arenal de Oleshky (en ucraniano: Олешківські піски) es la mayor extensión de arena en Ucrania. Está situado hacia el interior desde la costa ucraniana del mar Negro y se compone de dunas de arena o kuchuhury (local), que alcanzan una altura de cinco metros. Alguna escasa vegetación se puede localizar a través de las arenas.

## Medio ambiente
Debido a su temperatura y la cantidad de precipitación estas arenas a veces se califican como un semi-desierto. El arenal de Oleshky es de 15 km de diámetro (~10 mi) y está rodeado por un bosque muy denso, plantado en época soviética para evitar las dunas en movimiento. Debido a su densidad, en el bosque a menudo se prende fuego. A pesar de una estepa arenosa relativamente pequeña, el arenal de Oleshky sufren tormentas de arena. Se producen debido al tipo de la arena en la zona, ya que es muy fina y es fácil de ser recogida por el viento. La intensidad de las tormentas de arena es bastante débil. A una profundidad de 300-400 m (~ 1000 pies) bajo el arenal de Oleshky, hay un lago subterráneo que forma parte esencial del medio ambiente local.

## Galería

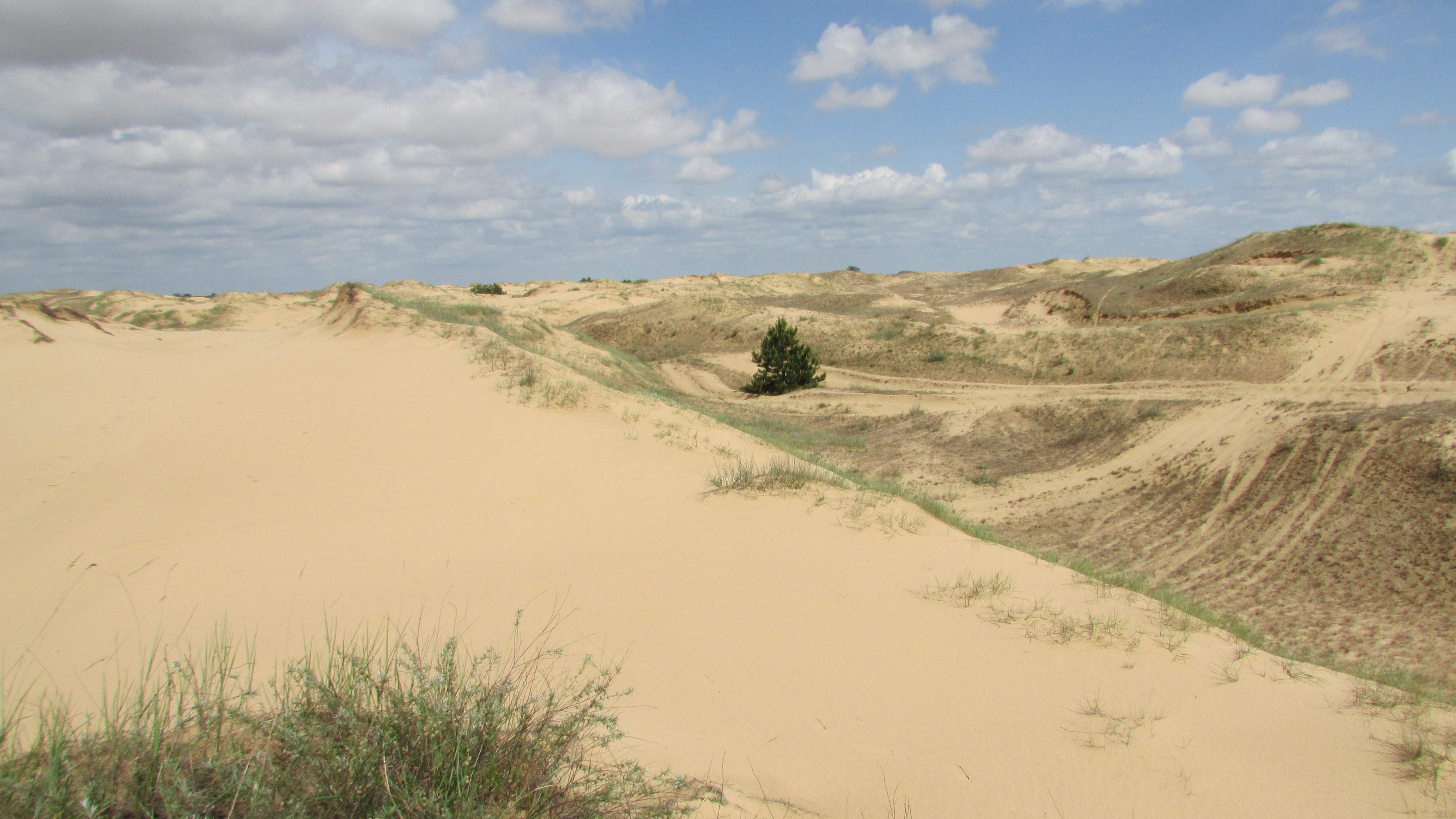
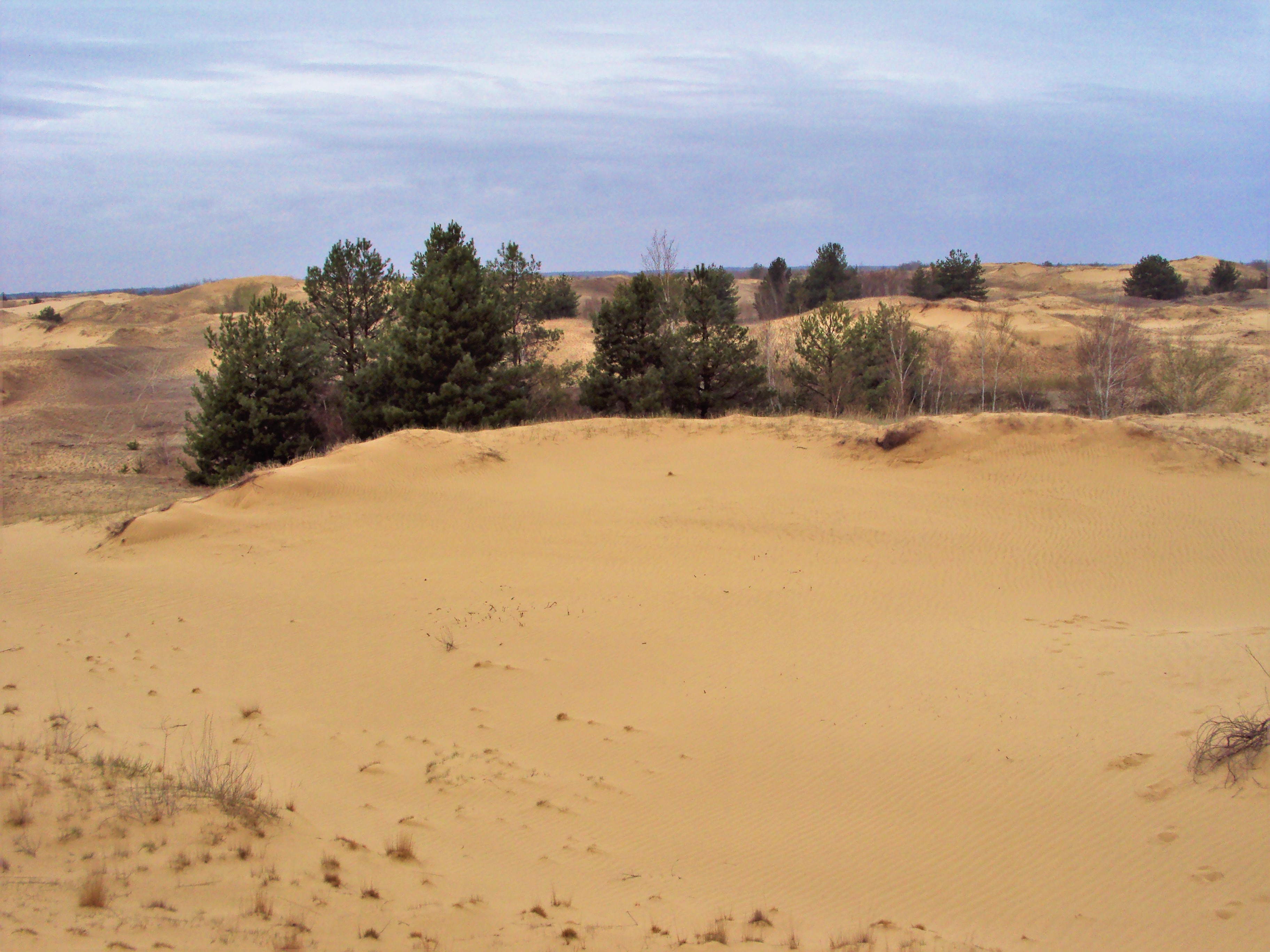
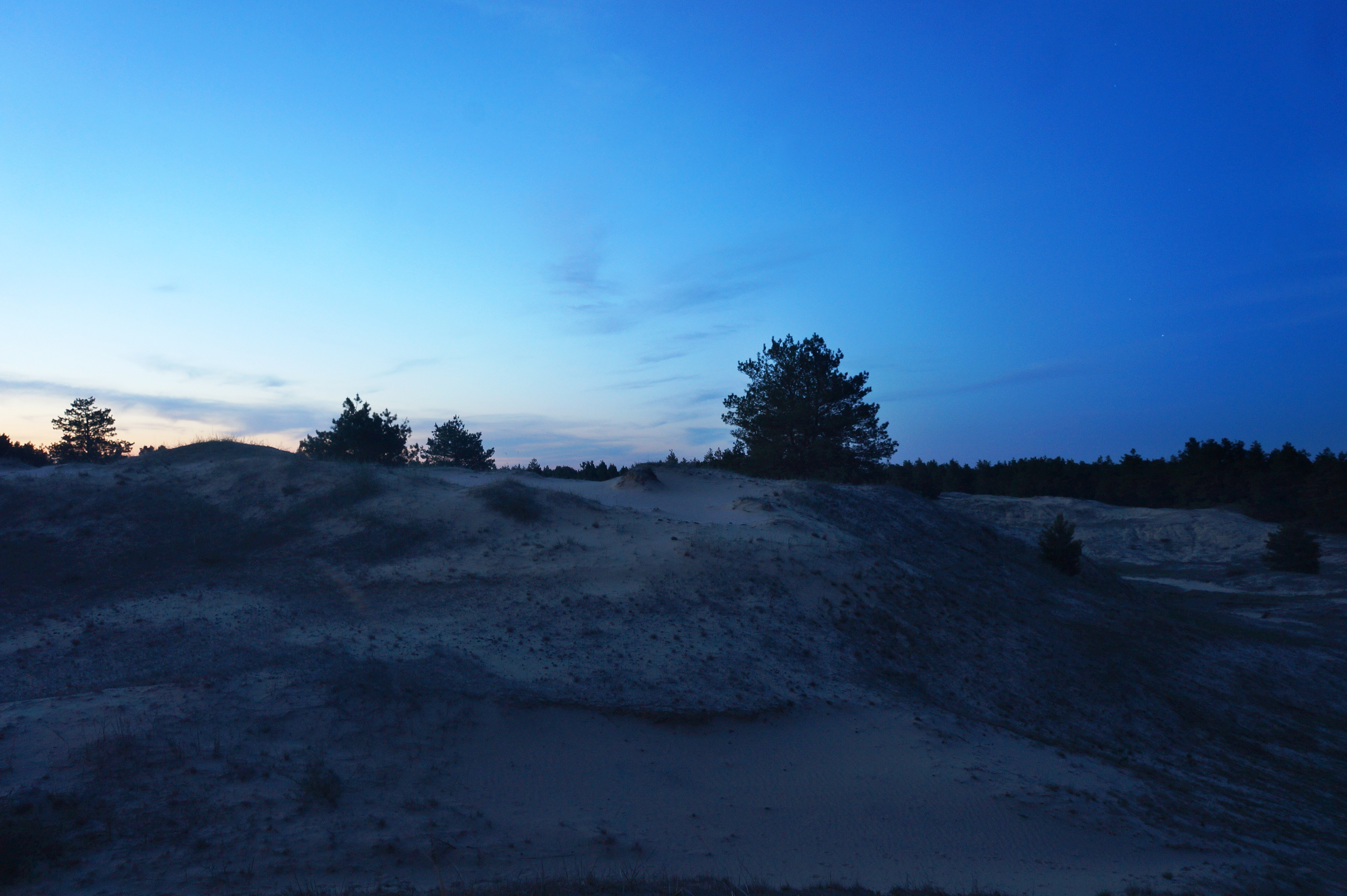